# Lenguas paleobalcánicas
Las lenguas paleobalcánicas son propiamente un grupo de lenguas indoeuropeas habladas en la región de los Balcanes. Cuando se incluyen también los descendientes modernos de dichas grupo se habla de lenguas balcánicas. 
- Lenguas paleobalcánicas:
  - Dacio
  - Tracio
  - Frigio
  - Antiguo macedonio, la lengua del reino helenizado de Macedonia.
  - Peonio
  - Ilirio
  - Mesapio
  - Venético
- Descendientes modernos:
  - Albanés
  - Armenio
  - Griego moderno

## Clasificación
Propiamente dichas lenguas no forman una subfamilia lingüística ya que presentan rasgos diferentes y es dudosa la existencia de un proto-balcánico como descendiente diferenciado del proto-indoeuropeo. Comúnmente se acepta que las lenguas paleobalcánicas forman al menos cuatro subfamilias indoeuropeas menores.
- Subfamilia Armenia está conformada únicamente por el armenio cuya relación con otras lenguas indoeuropeas son dudosas.
  - Armenio
- Subfamilia Daco-Tracia es una agrupación basada en las similitudes léxicas y de ciertas evoluciones fonológicas compartidas entre el dacio y el tracio.
  - Dacio
  - Tracio
- Subfamilia Albanica agrupación basada en las similitudes únicas entre el albanés y el mesapio dentro las lenguas indoeuropeas, también se incluye tentativamente a las demás lenguas ilirias que carecen de material completo. Esta subfamilia incluiría:
  - Mesapio
  - Lenguas ilirias
  - Albanés
- Subfamilia Greco-Frigia es una agrupación tentativa basada en la evolución compartida de muchos sonidos y formas gramaticales entre las lenguas griegas y las inscripciones frigias conocidas. Esta subfamilia incluiría al menos:
  - Frigio
  - Lenguas griegas
    - Variedades de griego
    - Antiguo macedonio

Diversos autores consideran que existe evidencia para considerar que el armenio está emparentado con el greco-frigio. Y por tanto se hablaría de una subfamilia greco-armenia.
Para el resto de lenguas no existen datos adecuados para una clasificación convincente. El venético tradicionalmente considerado una paleobalcánica por razones geográficas comparte su léxico y evolución fonológica con las lenguas itálicas y se la considera mayormente itálica. El antiguo macedonio se considera generalmente una lengua griega emparentada con el griego antiguo o un dialecto del griego dórico.